# Franz Zimmer
Franz Zimmer (Neratovice, 13 gennaio 1865 – Vienna, 1º giugno 1941) è stato un alpinista e imprenditore austriaco,  arrivò all'alpinismo dalla ginnastica, fu uno degli scalatori più capaci del suo tempo; insieme a Heinrich Pfannl e a Thomas Maischberger formò un trifoglio vittorioso e, tra le altre cose, partecipò alla prima scalata del Dente del Gigante da nord-ovest. Franz Zimmer svolse per molti anni un ruolo prezioso nella gestione del Club Alpino Austriaco (ÖAK). Sulla montagna locale di Vienna, il Rax, nelle Alpi calcaree settentrionali, una salita impegnativa porta il nome di Zimmer, così come la parete nord del Festkogel nel Gesäuse.

## Biografia
Zimmer nacque a Neratovice in Boemia (Repubblica Ceca) nel 1865, dopo aver terminato la scuola secondaria e la laurea a Praga, si trasferì a Vienna nel 1881. Qui lavorò nel negozio di vernici del cognato e poi presso una casa editrice di giornali.
Zimmer fu uno dei migliori scalatori del suo tempo e formò una cordata di successo con Heinrich Pfannl e Thomas Maischberger. Sebbene il suo nome sia strettamente legato al pittore e alpinista Gustav Jahn (via Jahn-Zimmer sulla parete nord dell'Hochtor, 1906), il suo palmarès comprende anche altre salite importanti. Con Pfannl e Maischberger riuscì nella terza ascensione della cresta di Peuterey e nella prima salita in libera del Dente del Gigante. Tra le scalate più note di Zimmer sul Gesäuse si ricorda la sua scalata in solitaria della parete nord del Festkogel nel 1895, la prima scalata della cresta nord dell'Ödsteinkarturm nel 1904 e la parete nord-est del Planspitze il 27 settembre 1908, con J.A. Weiß e Gustav Jahn. 

## Carriera alpinistica
- 1895 Prima salita alla parete nord del Festkogel "Zimmer-Führe", 2.269 m, (Alpi dell'Ennstal, Gesäuse)
- 1895 Prima salita alla parete nord del Festkogel "variante d'ingresso", 2.269 m, (Alpi dell'Ennstal, Gesäuse)
- 1897 Prima salita alla parete nord del Festkogel "variante d'uscita Pfannl", 2.269 m, (Alpi dell'Ennstal, Gesäuse)
- 1897 Prima salita all'Hochturm - cresta ovest diretta, 1.959 m, (Alpi dell'Ennstal)
- 1897 Terza salita al Mitterspitz - parete sud, 2.925 m, (Monti del Dachstein)
- 1899 Prima salita al Torstein - parete sud - pilastro sud "Pfannl-Weg", 2.948 m, (Monti del Dachstein)
- 1899 Prima salita al Festkogel - versante Est, 2.269 m, (Alpi dell'Ennstal, Gesäuse)
- 1899 Prima salita alla cima principale del Tieflimauer - parete ovest, 1.820 m, (Alpi dell'Ennstal, Gesäuse)
- 1899 Prima salita alla cima principale del Tieflimauer, 1.820 m, (Alpi dell'Ennstal, Gesäuse)
- 1900 Prima salita al Grossen Buchstein - cresta nord diretta, 2224 m, (Alpi dell'Ennstal)
- 1900 Prima salita alla cima del San Gallo - torre nord - cresta nord diretta, 2.130 m, (Alpi dell'Ennstal)
- 1900 Prima salita all'Aiguille de Triolet dal Col de Triolet e versante Nord-Ovest "Via Normale", III, 3.870 m, (Settore del Monte Bianco)
- 1900 Prima salita alla cima principale del Dente del Gigante - cresta nord e parete nord-ovest, IV, 200 HM, 4.013 m, (area del Monte Bianco)
- 1900 Terza e prima salita senza guida del Monte Bianco - Peutereygrat via Aiguille Blanche de Peuterey, 4.807 m, (area del Monte Bianco)
- 1901 Salita al Piz Bernina - Biancograt, 4.049 m, (Bernina)
- 1901 Prima salita del Hochtor- cima sud-ovest (principale) - parete nord-ovest "variante alla variante d'uscita", 2.365 m, (Gesäuse)
- 1901 Prima salita del Festkogel - parete nord "Zimmerweg", III+, 2.269 m, (Alpi dell'Ennstal, Gesäuse)
- 1901 Prima salita del Hoher Dachstein - parete sud "Pichlweg", III+, 800 HM, 2.996 m, (Monti del Dachstein)
- 1902 Prima salita del Tamischbachturm - parete nord diretta "variante sulla parete mediana", 2.035 m, (Alpi dell'Ennstal, Gesäuse)
- 1904 Prima salita alla cresta nord dell'Ödsteinkarturm, 2.265 m (Alpi dell'Ennstal, Gesäuse)
- 1906 Prima salita allo Stadelwand-Schneeberg “Zimmerweg”, IV+, 2.076 m (Catena Rax-Schneeberg)
- 1906 Prima salita alla parete nord dell'Hochtor “Jahn-Zimmer Weg”, III, 950 m, 2.365 m (Gesäuse)
- 1906 Prima salita alla parete nord-ovest dell'Haindlkarwand “Jahn-Zimmer Weg”, 2319 m (Alpi dell'Ennstal, Gesäuse)
- 1906 Seconda salita alla parete nord del Triglav e prima salita “Jahn-Zimmer-Weg”, 1500 HM, 2.863 m, (Alpi Giulie)
- 1907 Terza salita alla parete nord del Triglav, 2.864 m, (Alpi Giulie)
- 1908 Prima salita alla parete nord-est del Planspitze, 2.117 m, (Alpi dell'Ennstal, Gesäuse)[1][2]